# Sapol Mani
Sapol Mani (Bassar, 5 giugno 1991) è un calciatore togolese, centrocampista dell'ASC Kara.

## Caratteristiche tecniche
Centrocampista di qualità, è un giocatore tecnico.

## Carriera

### Club
Comincia la sua carriera nel Maranatha, una squadra togolese di Fiokpo. Dal 2007, Mani milita per quattro anni nel Al-Ittihad di Tripoli, vincendo altrettanti titoli nazionali di fila, e una Supercoppa. Nel 2012, a causa della guerra civile, Mani lascia la Libia per trasferirsi al Batna, nella prima divisione algerina.
Nel novembre 2007, Mani viene incluso dalla rivista inglese World Soccer come trentesimo nella lista dei giovani giocatori più talentuosi del mondo.
Nel 14 novembre 2009, mentre si trova in Togo, Mani è coinvolto in un incidente stradale. Il giocatore finisce in terapia intensiva. Nell'incidente, avvenuto nella Prefettura di Anié, muoiono il fratello di Mani e il calciatore Mamah Zougou Ibrahim.
Dopo una breve avventura in Algeria, nelle file del Chabab Aurès de Batna, con cui rescinde il contratto a causa dei cattivi rapporti col club; Mani resta senza contratto per due anni, finché nel 2015 non firma un biennale col Dacia Chișinău.

### Nazionale
Nel 2007, Mani ha preso parte al campionato mondiale Under-17, competizione in cui realizza una rete contro la Costa Rica. L'11 ottobre 2008, a soli diciassette anni, esordisce nella nazionale togolese, in un incontro di qualificazione ai Mondiali del 2010 contro lo Swaziland. Nel 2010, viene scelto per far parte della spedizione togolese alla Coppa d'Africa 2010. Resta incolume nell'attentato di Cabinda che porta al ritiro della squadra dalla competizione.

## Palmarès

### Club

#### Competizioni nazionali
- Campionato libico: 4

Al-Ittihad: 2007-2008, 2008-2009, 2009-2010, 2010-2011
- Supercoppa di Libia: 1

Al-Ittihad: 2010